# Aloyzas Kveinys

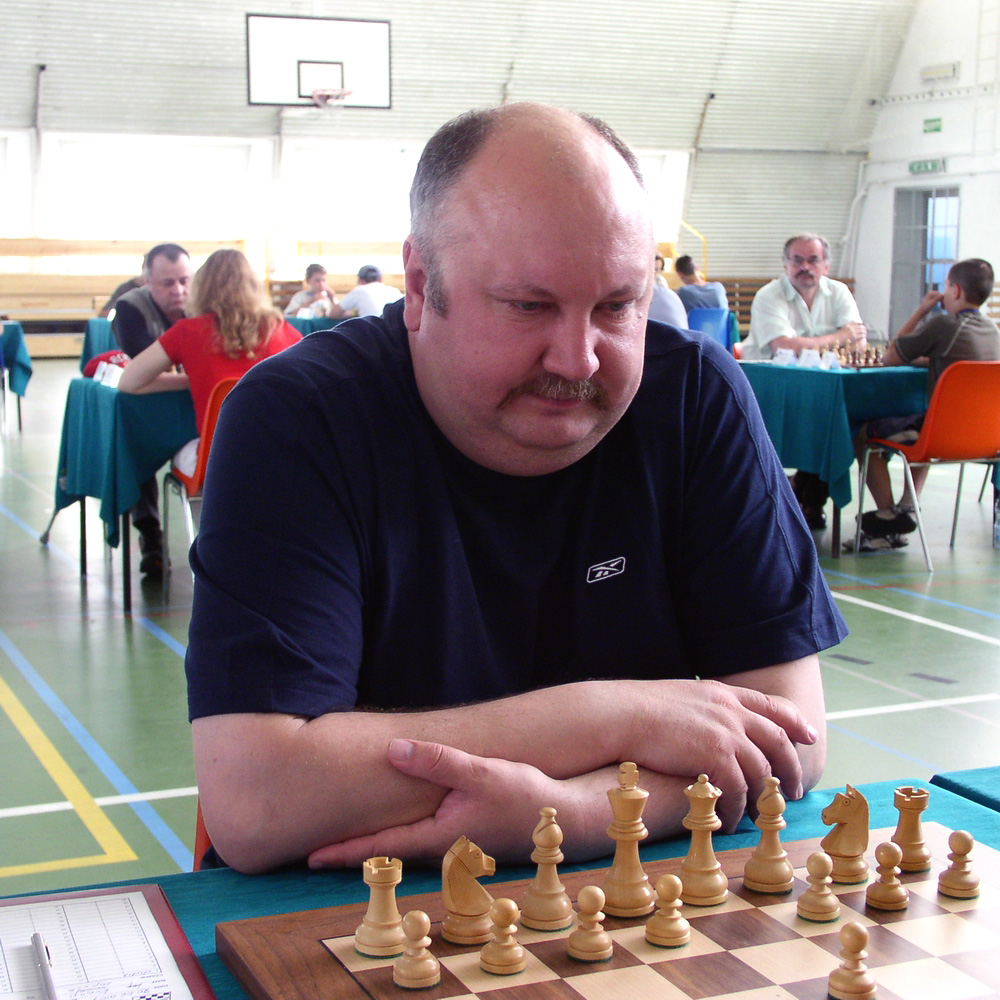
Aloyzas Kveinys, 2007

Aloyzas Kveinys (Mažeikiai, 9 juli 1962 - 26 juli 2018) was een Litouwse schaker en nationale trainer. Hij was sinds 1992 een FIDE grootmeester (GM).

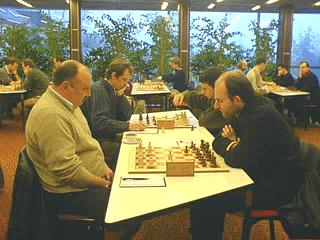
Aloyzas Kveinys – Matthew Sadler, Schachbundesliga 2001 in Solingen

Na het afronden van de middenschool in Vilnius slaagde Kveinys in 1980 voor een studie aan het Instituut voor lichamelijke oefeningen, afdeling schaken, in Moskou.
Vijf keer won Kveinys het kampioenschap van Litouwen: in 1983 (gedeeld met Eduardas Rozentalis), 1986, 2001 (gedeeld met Šarūnas Šulskis), 2008 en 2012.
Hij was een van de negen Litouwse schaakgrootmeesters.
Vanaf 2009 woonde hij in Iran, waar hij werkte als trainer voor het Iraanse nationale vrouwenteam en in diverse steden lezingen gaf over schaken.
Kveinys was getrouwd en had drie kinderen.

## Resultaten
- In Ostrava 1992 won hij het cat.9 tornooi van Ostrava (6.5 uit 11), voor Rublevsky, Sorokin, Gipslis en Schmittdiel.
- In Bonn 1993 werd hij tweede (met Kengis) achter Dokhoian.
- In Praag 1993 won hij (toen 2535 elopunten sterk) het cat.10 sterke gesloten tornooi, samen met Hracek (6.5 uit 9). Ze lieten Mark Taimanov en Kengis (beiden 6 uit 9) en de rest achter zich. Opmerkelijk was dat zijn enige verliespartij tegen hekkensluiter Jan Votava (2425) was.
- In 2004 won hij het Schaakfestival Bad Wörishofen, voor Vladimir Boermakin.
- In april 2005 speelde hij in Noorwegen in de B-groep van het meester-toernooi Gausdal Classics. Hij werd met 7.5 uit 10 de winnaar in deze groep.
- In juni 2005 werd in Kroatië het 19e open schaaktoernooi "Pula 2005" gespeeld dat met 7.5 punt uit 9 ronden door Suat Atalik gewonnen werd. Kveinys werd met 7 punten tweede terwijl Predojovic Borki na de tie-break met 7 punten derde werd.
- In 2010 won hij een toernooi in Moss, Noorwegen.[7]
- In maart 2013 won hij de Mallorca Masters Winter Chess.
- In 2016 werd hij tweede op het Schaakfestival Bad Wörishofen.[8]
- In 2017 won hij de Baltic Zonal met 6.5 pt. uit 9 voor Meskovs, Kantans en Ladva (6 uit 9).

In 1990 werd hij Internationaal Meester (IM), in 1992 grootmeester.
In 2016 speelde hij een onregelmatige lange rokade tegen Kozul in Bad Wiessee – hij had zijn dametoren al gespeeld naar a7 en terug naar a8, toen hij toch de lange rokade speelde. Beiden zagen de fout pas in de post mortem analyse.
Hij was heel goed in eindspelen – zijn verklaring daarvoor was tweevoudig: hij had in zijn jeugd les gekregen van Mikenas en Vistanieckis, en vaak samen gespeeld met Eduardas Rozentalis, die heel sterk was in het eindspel, daar waar Kveinys als typische jonge speler een agressieve en taktische speelstijl had.
Chessmetrics geeft hem 2629 op de historische elolijst van januari 1992, wat hem dan op de 103de plaats in de wereld zet. Zijn laatste FIDE-rating was 2498. 

Chessgames.com bevat 751 partijen van hem; hier is zijn winstpercentage 59%. Met wit speelde hij zowel 1.d4 als 1.e4 of 1.c4; met zwart antwoordde hij met het Siciliaans op 1.e4 en zowel met 1...d5 als met een Indische verdediging op 1.d4.
Hij overleed op 56-jarige leeftijd.

## Nationale teams
Tussen 1992, het jaar waarin hij grootmeester werd, en 2008 nam hij voor Litouwen acht keer deel aan een Schaakolympiade.

Hij behaalde daarbij 51.5 punten uit 97 partijen (+29 =45 −23). 

Deze deelnames waren achtereenvolgens:
- 1992, bord 4, bij de 30e Schaakolympiade in Manilla (+4 =6 −4)
- 1994, bord 3, bij de 31e Schaakolympiade in Moskou (+3 =5 −3)
- 1996, bord 4, bij de 32e Schaakolympiade in Jerevan (+4 =2 −4)
- 2000, eerste bord, bij de 34e Schaakolympiade in Istanboel (+3 =8 −2)
- 2002, bord 4, bij de 35e Schaakolympiade in Bled (+7 =4 −3)
- 2004, bord 3, bij de 36e Schaakolympiade in Calvià (+3 =6 −3)
- 2006, bord 2, bij de 37e Schaakolympiade in Turijn (+4 =8 −0)
- 2008, bord 5, bij de 38e Schaakolympiade in Dresden (+1 =6 −4)

Bij de Schaakolympiade in 2010 was hij trainer van het Iraanse vrouwenteam.
Kveinys nam tussen 1992 en 2015 vijf keer namens Litouwen deel aan het Europees kampioenschap schaken voor landenteams. 

Hij behaalde daarbij 21.5 punten uit 43 partijen (+11 =21 −11).

Deze deelnames waren achtereenvolgens:
- 1992, bord 2, bij het 10e EK landenteams in Debrecen (+2 =5 −2)
- 2003, eerste bord, bij het 14e EK landenteams in Plovdiv (+2 =4 −2)
- 2005, bord 3, bij het 15e EK landenteams in Gothenburg (+1 =8 −0)
- 2007, bord 3, bij het 16e EK landenteams in Heraklion (+3 =2 −3)
- 2015, eerste bord, bij het 19e EK landenteams in Warschau (+3 =2 −4)

In 2013 was hij wel genomineerd, maar werd niet ingezet.

## Schaakverenigingen
Kveinys nam 9 keer deel aan de European Club Cup, acht keer met Litouwse verenigingen: Kaisė Vilnius, ŠK Margiris Kaunas, NSEL 30 Vilnius, VŠŠSM Vilnius en in 2017 met TSI Riga.
In de Noorse bondscompetitie speelde hij voor Moss Schakklub, waarmee hij in 2009 kampioen werd. In de Poolse competitie tussen 1990 en 2008 voor KSz Hańcza Suwałki en in 2016 voor Sz.S.O.N. ‘Zagłębie’ Dąbrowa Górnicza. In de Duitse bondscompetitie speelde hij van 1999 tot 2002 en in seizoen 2007/08 voor Godesberger SK; in seizoen 2017/18 speelde hij in Duitsland voor SV Lingen in de Oberliga Nord. In de Belgische competitie speelde hij in seizoen 2003/04 voor het tweede team van KSK 47 Eynatten, sinds 2004 incidenteel voor Cercle des Echecs de Charleroi. In de Franse competitie speelde hij voor Les Tours de Haute Picardie.